# فريدريك بول كيبل
فريدريك بول كيبل (بالإنجليزية: Frederick Paul Keppel)‏ هو مربي أمريكي، ولد في 2 يوليو 1875 في جزيرة ستاتن في الولايات المتحدة، وتوفي في 8 سبتمبر 1943.